# Oh My God!
Oh My God! är den svenska sångerskan Linda Sundblads debutalbum som soloartist, utgivet den 8 november 2006 på Bonnier Music Sweden som hennes debuatlbum som soloartist. Sundblad skrev merparten av låtarna tillsammans med producenten Tobias Karlsson. Albumet nådde som bäst 11:e plats på Sverigetopplistan.
Första singeln, "Oh Father", blev en singeletta i Sverige. Uppföljarsingeln "Lose You" nådde andra plats.

## Låtlista
Alla låtar är skrivna och komponerade av Linda Sundblad och Tobias Karlsson, där inget annat anges. 
| Nr  | Titel          | Kompositör                                         | Längd |
| --- | -------------- | -------------------------------------------------- | ----- |
| 1.  | Intro          |                                                    | 0:39  |
| 2.  | Cheat          |                                                    | 3:34  |
| 3.  | Oh Father      |                                                    | 3:32  |
| 4.  | Pretty Rebels  | Sundblad, Karlsson, Alexander Kronlund, Max Martin | 3:01  |
| 5.  | Lose You       | Sundblad, Karlsson, Kronlund, Klas Åhlund          | 3:30  |
| 6.  | Back in Time   |                                                    | 3:54  |
| 7.  | Who (Q-Boy)    | Sundblad, Kronlund                                 | 3:34  |
| 8.  | Dirty          |                                                    | 3:57  |
| 9.  | Turning On     | Sundblad, Martin Landqvist                         | 3:43  |
| 10. | Beautiful Boys | Sundblad, Karlsson, Kronlund                       | 3:43  |
| 11. | Keeper         |                                                    | 4:01  |
| 12. | Daises         |                                                    | 3:40  |
| 13. | Outro          |                                                    | 0:33  |

## Medverkande
- Linda Sundblad – sång
- Frank Aschberg – fotografi
- Andreas Avelin – design
- Björn Engelmann – mastering
- Andreas Håkansson – exekutiv producent
- Tobias Karlsson – instrument (1–8, 10–13), produktion
- Alexander Kronlund – instrument
- Martin Landqvist – instrument och produktion (9)
- Fredrik Svalstedt – exekutiv producent

Information från Discogs.

## Listplaceringar
| Lista (2006–07)             | Högsta placering |
| --------------------------- | ---------------- |
| Sverige (Sverigetopplistan) | 11               |

### Fotnoter
1. 1 2 3  "Linda Sundblad – Oh My God!". Discogs. Läst 9 februari 2016.
2. ↑  ”Linda Sundblad formad av floppen”. Svenska Dagbladet. 6 november 2006. https://www.svd.se/a/4c6112a3-7375-35a4-94f3-55e9d0536d5d/linda-sundblad-formad-av-floppen. Läst 17 oktober 2023.
3. ↑  Oh My God! på Svensk mediedatabas
4. ↑  "Oh My God!". Svensk mediedatabas. Läst 9 februari 2016.
5. ↑  Swedishcharts.com - Discography Linda Sundblad. Hung Medien. Läst 27 januari 2016.